# Prasouda (Thessalien)
Prasouda (grekiska: Πρασούδα) är en ö i Grekland. Den ligger i regionen Thessalien, i den centrala delen av landet, 140 km norr om huvudstaden Aten.